# بيتر ماتي (لاعب كرة قدم)
بيتر ماتي (بالمجرية: Máté Péter)‏ هو لاعب كرة قدم مجري في مركز الوسط، ولد في 15 نوفمبر 1979 في Böhönye ‏ في المجر. لعب مع زالايغيرزيغي تورنا إغيليت.